# NGC 7802
إن جي سي 7802 (بالألمانية: NGC 7802) التي يرمز لها بالرمز 2MASX J00010043+0614312، هي مجرة، في كوكبة الحوت.

## الاكتشاف
اكتشفت في 25 سبتمبر 1830، بواسطة جون هيرشل.